# Lukho
Il lukho è un gioco della famiglia dei mancala, diffuso presso la popolazione dei Bukuso (una sotto-tribù dei Baluya), che abita le pendici del monte Elgon in Kenya. Viene giocato solo dagli anziani; è proibito alle donne e ai ragazzi (che solitamente sono dediti al pascolo del bestiame). Lo stile di gioco dei Bukuso è opposto a quello piuttosto caotico che i Masai usano per giocare a Enkeshui; ci sono solo due giocatori (non due squadre) e lo si gioca lentamente e in modo ordinato. Addirittura, spesso viene richiesta la presenza di una terza persona che osservi la partita, tenga il conteggio dei punti e garantisca che le regole del gioco siano rispettate.

## Regole

### Tavoliere e disposizione iniziale
Il tavoliere comprende 2 file di 8 buche; può essere realizzato in legno, oppure le buche possono essere scavate nella sabbia o addirittura scolpite nella roccia. I semi, come avviene presso molte altre popolazioni africane dedite all'allevamento, vengono in genere chiamati "mucche".
Nel lukho, la disposizione iniziale dei semi nelle buche segue un procedimento unico fra i mancala, in quattro fasi:
1. inizialmente, in ogni buca vengono piazzati 3 semi
2. i giocatori rimuovono poi dalle proprie buche quanti semi vogliono, tenendoli in mano
3. i due giocatori, contemporaneamente, depositano un qualsiasi numero dei semi che hanno in mano in una buca avversaria
4. ancora contemporaneamente, i due giocatori "seminano" i semi che sono loro rimasti in mano partendo dalla buca avversaria alla loro estrema sinistra (la buca di sinistra dal punto di vista dell'avversario), procedendo in senso antiorario. Durante questa semina valgono tutte le regole che si descriveranno in seguito per le mosse standard del gioco (semina a staffetta e catture); tuttavia, il fatto che i due giocatori procedano contemporaneamente dà luogo a un esito imprevedibile, che dipende dalla velocità con cui ciascuno dei due procede. Il primo giocatore che conclude la propria semina (secondo le regole descritte in seguito) avrà diritto al primo turno di gioco nella fase successiva.

Questa fase iniziale di gioco simultaneo è molto simile a quella che i Masai usano per aprire una partita a Enkeshui.

### Turno di gioco
Un'altra peculiarità del Lukho è che, a eccezione della fase di apertura descritta nella sezione precedente, tutte le mosse sono obbligate (di conseguenza, l'esito della partita è già deciso all'inizio del primo turno!). Il giocatore di turno preleva tutti i semi dalla prima buca non vuota della sua fila a partire da sinistra, e li semina in senso antiorario. Le regole del movimento e della cattura sono le stesse di molti altri mancala di questa regione, e in particolare dell'Enkeshui, ovvero:
- se l'ultimo seme di una semina cade in una buca occupata, tutti i semi vengono prelevati dalla buca e il giocatore procede con una semina a staffetta;
- se l'ultimo seme cade in una buca vuota nella fila del giocatore di turno antistante una buca non vuota avversaria, tutti i semi della buca avversaria, e il seme appena deposto, sono catturati;
- in caso di cattura, se la buca da cui si è effettuata una cattura è seguita da una sequenza di buche vuote antistanti buche avversarie non vuote, tutti i pezzi in tali buche sono catturati.

A queste regole fondamentali se ne aggiunge un'altra che è molto simile alla regola dei "tori" dell'enkeshui e che è l'unica regola che non si applica durante la fase iniziale di gioco contemporaneo. Se l'ultimo seme di una semina cade in una buca che conteneva esattamente un seme, il turno termina e la buca diventa un "coltello" di proprietà del giocatore che ha eseguito la semina. I semi in un coltello (sia i due inizialmente presenti che quelli che dovessero essere deposti successivamente nel coltello) non possono essere più spostati, né per iniziare una semina né per proseguirla con una staffetta. Tutti questi semi sono automaticamente catturati dal proprietario del coltello.

### Fine del gioco
Il gioco termina quando uno dei due giocatori non è più in grado di muovere. L'altro giocatore cattura tutti i semi rimasti sul tavoliere, e vince chi ha catturato più semi.

### Partite multiple
Normalmente, due giocatori si confrontano a Lukho in dodici (o multipli di dodici) partite consecutive. I punti si contano in questo modo:
- 2 punti al vincitore in tutti i casi eccetto i seguenti
- 4 punti al vincitore se il perdente non ha catturato nemmeno un seme (l'equivalente del cappotto nei giochi di carte
- 4 punti se il vincitore ha vinto con il margine di vantaggio minimo, ovvero 2 semi (una regola analoga si trova nel Kiothi. Questo tipo di vittoria viene chiamata "toro" ed è in genere accompagnata da "muggiti" di scherno da parte del vincitore
- 12 punti se la prima partita di una sequenza di 12 partite viene vinta con un "toro"